# القوات المسلحة التركية
القوات المسلحة التركية (اللغة التركية: Türk Silahlı Kuvvetleri)، وتُعرف اختصاراً (TSK)، هي القوات العسكرية لجمهورية تركيا، وهي تتألف من الجيش والبحرية والقوات الجوية. وتعمل قوات الدرك وحرس السواحل، وكلاهما يعملان في مجال إنفاذ القانون والعسكرية، كعناصر من قوات الأمن الداخلي في زمن السلم، وتخضعان لوزارة الداخلية. في زمن الحرب، فهي تابعة للجيش والبحرية. رئيس تركيا هو الرأس العام للجيش.
والرئيس الحالي للهيئة العامة هو الجنرال متين غوراك، رئيس الأركان العامة هو قائد القوات المسلحة. في زمن الحرب، يعمل كقائد عام بالنيابة عن رئيس تركيا، الذي يمثل القيادة العسكرية العليا ل تاف نيابة عن الجمعية الوطنية الكبرى في تركيا. إن قيادة القوات المسلحة ووضع السياسات والبرامج المتصلة بالإعداد لمكافحة الأفراد والاستخبارات والعمليات والتنظيم والتدريب والخدمات اللوجستية هي من مسؤوليات الأركان العامة. وعلاوة على ذلك، تقوم هيئة الأركان العامة بتنسيق العلاقات العسكرية للدول الأعضاء في الناتو والدول الصديقة الأخرى.
بدأ التاريخ الحديث للجيش بتشكيله بعد انهيار الإمبراطورية العثمانية. اعتبر الجيش التركي نفسه حارسا للايديولوجية الكمالية، ايديولوجية الدولة الرسمية، وخاصة من الجوانب العلمانية من الكمالية. وبعد أن أصبحت تركيا عضوا في الناتو في 18 فبراير 1952، شرعت في برنامج تحديث شامل لقواتها المسلحة. أرسل الجيش التركي قوات للقتال في كوريا، حيث لعبوا أدوارًا محورية في بعض النقاط. وفي نهاية الثمانينات، بدأت عملية إعادة هيكلة ثانية. وتشارك القوات المسلحة التركية في مجموعات قتالية تابعة للاتحاد الأوروبي تحت سيطرة المجلس الأوروبي، وهي الفرقة الإيطالية - الرومانية التركية. كما يسهم فريق عمل القوات المسلحة في تقديم الموظفين التنفيذيين لمبادرة الجيش الأوروبي المتعددة الجنسيات التابعة للاتحاد الأوروبي ومنظمة حلف شمال الأطلسي (الناتو).
وتصنف القوات المسلحة التركية بشكل جماعي باعتبارها ثاني أكبر قوة عسكرية دائمة في حلف شمال الأطلسي، بعد القوات المسلحة الأمريكية، ويقدر قوامها في عام 2015 من 559 639 من الأفراد العسكريين والمدنيين وشبه العسكريين. تركيا هي واحدة من الدول الخمس الأعضاء في حلف شمال الأطلسي التي هي جزء من سياسة التقاسم النووي للحلف، جنبًا إلى جنب مع بلجيكا وألمانيا وإيطاليا وهولندا. يتم استضافة ما مجموعه 90 بي 61 قنابل نووية في قاعدة إنجرليك الجوية، 40 منها مخصصة لاستخدامها من قبل سلاح الجو التركي في حالة وجود نزاع نووي، ولكن استخدامها يتطلب موافقة الناتو.
القوات المسلحة التركية هي ثاني أكبر قوة عسكرية دائمة في حلف شمال الأطلسي، بعد القوات المسلحة الأمريكية. تركيا هي واحدة من خمس دول أعضاء في حلف شمال الأطلسي والتي تعد جزءًا من سياسة تقاسم الأسلحة النووية للتحالف، إلى جانب بلجيكا وألمانيا وإيطاليا وهولندا. يتم استضافة ما مجموعه 50 قنبلة نووية أمريكية من طراز B61 في قاعدة إنجرليك الجوية، وهي أكبر عدد من الدول الخمس.

## التاريخ

### حرب الاستقلال
بعد انتهاء الحرب العالمية الأولى، فر العديد من العسكريين العثمانيين من روميليا إلى الأناضول من أجل المشاركة في الحركة الوطنية. خلال حرب الاستقلال، في 3 مايو 1920، تم تعيين الفريق أول مصطفى فوزي جاكماق پاشا (بالتركية: Mustafa Fevzi Çakmak)‏ وزير الدفاع الوطني، وتعيين أمير لواء (رتبة: عميد) عصمت پاشا إينونو (بالتركية: İsmet İnönü)‏ وزير رئاسة الأركان العامة لحكومة الجمعية الوطنية الكبرى. ولكن في 3 أغسطس 1921، أقالت تلك الحكومة عصمت باشا من منصبه كوزير الدفاع الوطني بسبب فشله في معركة كوتاهيا-إسكيسهير أمام اليونانيين الغُزاة أثناء الحرب التركية اليونانية (1919–1922). وفي 5 أغسطس، قبل معركة صقاريا، عينت الحكومة رئيس الجمعية الوطنية الكبرى (الپرلمان التركي) مصطفى كمال (أتاتورك) في منصب القائد العام للجيش الشعبي. فازت الحركة التركية الوطنية في حرب الاستقلال بعد تحرير إزمير عام 1922 في الحرب التركية اليونانية.

### الحرب العالمية الثانية
ظلت تركيا محايدة حتى المراحل النهائية من الحرب العالمية الثانية، في المرحلة الأولى من الحرب العالمية الثانية، وقعت تركيا على معاهدة للمساعدة المتبادلة مع بريطانيا العظمى وفرنسا. ولكن بعد سقوط فرنسا، حاولت الحكومة التركية الحفاظ على مسافة متساوية مع الحلفاء والمحور. بعد احتلال ألمانيا لدول البلقان، التي أصبح محورها جاريا مع تركيا في تراقيا والجزر الشرقية من بحر إيجة، وقعت تركيا على معاهدة الصداقة وعدم الاعتداء مع ألمانيا في 18 يونيو 1941.
بعد اندلاع الحرب الألمانية السوفياتية بعملية بارباروسا لغزو الاتحاد السوفيتي خلال الحرب العالمية الثانية، أرسلت الحكومة التركية وفدا عسكريا للمراقبين تحت قيادة الفريق علي فؤاد إردن إلى الجبهة الشرقية الألمانية وألمانيا. بعد الانسحاب الألماني من القوقاز، اقتربت الحكومة التركية مع الحلفاء ونستون تشرشل التقى سرا مع عصمت إينونو في محطة قطار ينيس، جنوب تركيا في 30 يناير 1943، بقصد إقناع تركيا للانضمام إلى الحرب على جانب الحلفاء. وقبل أيام قليلة من بدء عملية زيتاديل في يوليو 1943، أرسلت الحكومة التركية وفدا عسكريا تحت قيادة الجنرال سيميل كاهيت توديمير إلى بيلغورود ولاحظت تدريبات كتيبة بانزر الثقيلة 503 ومعداتها. ولكن بعد فشل عملية زيتاديل، شاركت الحكومة التركية في مؤتمر القاهرة الثاني في ديسمبر 1943، حيث توصل فرانكلين روزفلت ونستون تشرشل وعصمت إينونو إلى اتفاق حول القضايا المتعلقة بمساهمة تركيا الممكنة للحلفاء. وفي 23 فبراير 1945، انضمت تركيا إلى الحلفاء بإعلانها الحرب ضد ألمانيا واليابان، بعد إعلانها في مؤتمر يالطا أن الدول التي كانت في حرب مع ألمانيا واليابان رسميا بحلول 1 مارس 1945 ستقبل في الأمم المتحدة.

### الحرب الكورية
شاركت تركيا في الحرب الكورية كدولة عضو في الأمم المتحدة وأرسلت اللواء التركي إلى كوريا الجنوبية، التي عانت من 731 خسائر في القتال. في 18 فبراير 1952، أصبحت تركيا عضوا في الناتو. تبرعت الحكومة الكورية بنصب تذكاري للحرب للجنود الأتراك الذين قاتلوا وتوفيوا في كوريا. المعبد الكوري هو في أنقرة وتم التبرع به في عام 1973 بمناسبة الذكرى الخمسين للجمهورية التركية.

### قبرص
في 20 يوليو 1974 شنت القوات الجوية التركية عملية هجومية برمائية ومحمولة جواً على قبرص، رداً على الانقلاب القبرصي الذي نظمه منظمة إيوكا-ب والحرس الوطني القبرصي ضد الرئيس مكاريوس الثالث بقصد ضم الجزيرة إلى اليونان؛ لكن الانقلاب العسكري انتهى باحتلال تركيا لمنطقة كبيرة في الجزء الشمالي من قبرص والمساعدة في إنشاء حكومة محلية للقبارصة الأتراك هناك، والتي لم تعترف بها حتى الآن سوى تركيا. جاء التدخل بعد أكثر من عقد من العنف الطائفي (1963-1974) بين القبارصة اليونانيين والقبارصة الأتراك في الجزيرة، نتيجة الانهيار الدستوري لعام 1963. واستندت تركيا إلى دورها كضامن بموجب معاهدة الضمان لتبرير تدخل الجيش. نزلت القوات التركية على الجزيرة على دفعتين، حيث اجتاحت واحتلت 37٪ من أراضي الجزيرة في الشمال الشرقي للقبارصة الأتراك، الذين كانوا معزولين في جيوب صغيرة عبر الجزيرة قبل التدخل العسكري.
في أعقاب ذلك أعلن القبارصة الأتراك كيانًا سياسيًا منفصلاً في شكل دولة قبرص الاتحادية التركية في 1975؛ وفي 1983 صدر إعلان استقلال من جانب واحد باسم جمهورية شمال قبرص التركية، والتي تعترف بها تركيا فقط حتى يومنا هذا. تواصل الأمم المتحدة الاعتراف بسيادة جمهورية قبرص وفقًا لشروط استقلالها في 1960. ولا يزال الصراع يلقي بظلاله على العلاقات التركية مع اليونان ومع الاتحاد الأوروبي. في عام 2004 خلال الاستفتاء على خطة عنان لقبرص (اقتراح الأمم المتحدة لحل النزاع القبرصي)، رفض 76٪ من القبارصة اليونانيين الاقتراح، بينما وافق 65٪ من القبارصة الأتراك عليه.

### الصراع الكردي التركي
وتاف في حملة طويلة ضد حزب العمال الكردستاني (المعترف بها كمنظمة إرهابية من قبل الولايات المتحدة والاتحاد الأوروبي وحلف شمال الأطلسي) والتي شملت غارات متكررة إلى العراق المجاورة. وقد اعتقل عبد الله اوجلان زعيم حزب العمال الكردستانى في عام 1999 في نيروبى واقتيد إلى تركيا. في عام 2015، ألغى حزب العمال الكردستاني وقف إطلاق النار لعام 2013 بعد التوتر بسبب أحداث مختلفة.

### الحرب على أفغانستان(2001 - 2021)

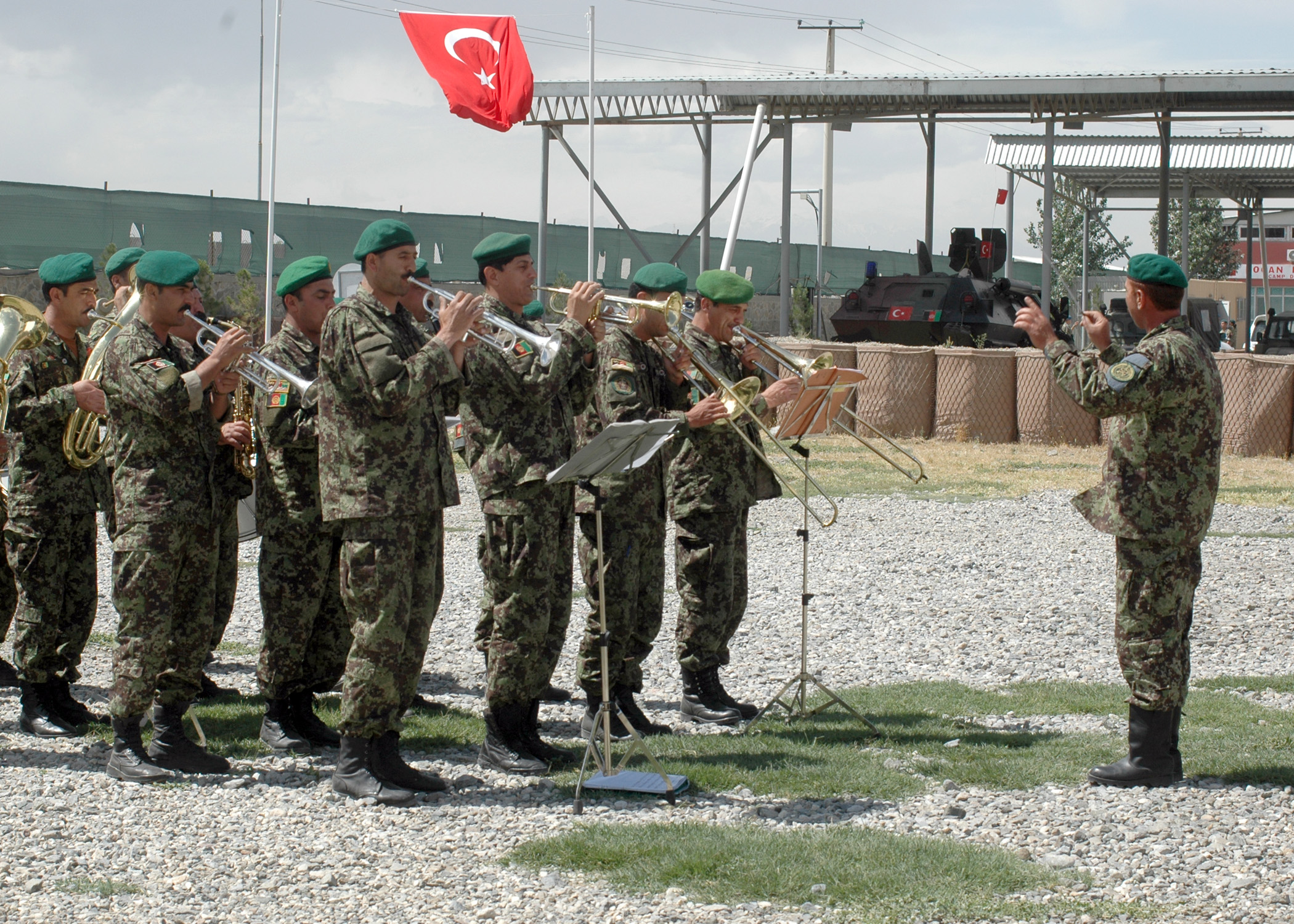
الفرقة الموسيقية العسكرية للجيش الوطني الأفغاني تعزف النشيد الوطني لأفغانستان وتركيا.

بعد 2003 كانت هناك صلة بين تفجيرات إسطنبول إلى تنظيم القاعدة وتركيا نشر القوات إلى أفغانستان لمحاربة قوات طالبان وعناصر تنظيم القاعدة، مع آمال تفكيك الجماعات على حد سواء. وتشمل مسؤوليات تركيا توفير الأمن في كابول (أنه يؤدي حاليا القيادة الإقليمية كابيتال)، وكذلك في مقاطعة وارداك، حيث أنه يؤدي PRT ميدان شهر. وكانت تركيا مرة واحدة في ثالث أكبر الوحدات ضمن قوة المساعدة الأمنية الدولية. لا تشارك القوات التركية في عمليات قتالية وأنقرة قد قاومت لفترة طويلة ضغوطا من واشنطن لتقديم مزيد من القوات المقاتلة. وفقا لصحيفة واشنطن بوست في ديسمبر 2009، بعد الرئيس الأمريكي باراك اوباما أعلن انه سينشر مزيد من 30000 جندي اميركي والتي تريد واشنطن الآخرين على أن يحذوا حذوها، رئيس الوزراء التركي رجب طيب أردوغان، تفاعلت مع الرسالة ان تركيا لن تساهم بقوات إضافية إلى أفغانستان. «تركيا فعلت ما يمكن أن تفعله من خلال تعزيز قواتها من الجنود هناك لحوالى 700 من 1750 دون أن يطلب منه»، وقال الرئيس التركي أردوغان، الذي اكد ان تركيا ستواصل تدريبها لقوات الأمن الأفغانية.

### التحديث
نحو نهاية 1980، بدأت عملية إعادة الهيكلة والتحديث التي تبلغ قيمتها 300 مليار دولار أمريكي من قبل TAF، وهي مستمره إلى اليوم. والهدف النهائي لتركيا هو إنتاج جيل جديد من المعدات العسكرية الأصلية وعلى نحو متزايد لتصبح مكتفيه ذاتيا من حيث التقنيات العسكرية.

### الإغاثة الإنسانية
وقد نفذ تاف «عمليات الإغاثة في حالات الكوارث»، كما هو الحال في زلزال إزميد عام 1999 في منطقة مرمرة في تركيا. وإلى جانب المساهمة في الناتو، تساهم البحرية التركية أيضا في فريق عمل التعاون البحري في البحر الأسود الذي أنشأته تركيا وبلغاريا وجورجيا ورومانيا وروسيا وأوكرانيا في أوائل عام 2001 للبحث والإنقاذ والعمليات الإنسانية الأخرى في البحر الاسود.

## اليوم
ووفقا المعهد الدولي للدراسات الإستراتيجية (IISS)، كان للقوات المسلحة التركية في عام 2023 قوة نشطة تقدر بحوالي 210.989 آلاف فرد. وبالإضافة إلى ذلك، قدر أن هناك 121.161 من أفراد الاحتياط ومن الأفراد شبه العسكريين (الدرك التركي وخفر السواحل التركية)، مما يوفر قوة نشطة وقوة احتياطية قوامها بإجمالي 332.150. في عام 2010، بلغت ميزانية الدفاع 26 مليار ليرة. وكان من المفترض أن يبدأ قانون محكمة الحسابات إجراء عمليات تدقيق خارجية لاحقة لنفقات القوات المسلحة ويمهد الطريق لمراجعة حسابات موارد الميزانية الخارجة المخصصة لقطاع الدفاع، بما في ذلك صندوق دعم صناعة الدفاع. ومع ذلك، لم تقدم وزارة الدفاع المعلومات اللازمة، ولذلك لم يتم التحقق من نفقات القوات المسلحة على نحو سليم. يصف مصطلح الاحتياطي أولئك الذين يؤدون الخدمة الإلزامية في مناصب الضباط وضباط الصف والمجندين. وبحلول إعادة الهيكلة في عام 2016، أصبحت القيادة العامة للدرك التركي وقيادة خفر السواحل التركية تابعة لوزارة الداخلية، وبالتالي، فإن عدد أفرادها غير مدرج في القوات المسلحة التركية.
في عام 1998، أعلنت تركيا عن برنامج تحديث بقيمة 160 مليار دولار على مدى عشرين عاما في مشاريع مختلفة بما في ذلك الدبابات والطائرات المقاتلة والمروحيات والغواصات والسفن الحربية والبنادق الهجومية. تركيا هي مساهم المستوى الثالث في برنامج المقاتلة المشتركة (JSF). والهدف النهائي لتركيا هو إنتاج جيل جديد من المعدات العسكرية المحلية، وزيادة الاكتفاء الذاتي من حيث التكنولوجيات العسكرية.
وتقوم هافلسان التركية وبوينج بالولايات المتحدة حاليا بتطوير درع دفاع صاروخى باليستى من الجيل العالى على علو شاهق. وقد اختارت تركيا شركة الدفاع الصينية كبميك للمشاركة في إنتاج 4 مليارات دولار امريكى من المدى الطويل ونظام الصواريخ.
| تاريخ          | الجنرال / الأدميرال | ضابط   | الإجمالي (بما في ذلك المدني) |
| -------------- | ------------------- | ------ | ---------------------------- |
| 21 نوفمبر 2011 | 365                 | 39,975 | 666,576                      |
| 2 أكتوبر 2013  | 347                 | 39,451 | 647,583                      |
| 2 مايو 2014    | 343                 | 38,971 | 623,101                      |
| 2 يناير 2017   | 26,278              | 203    | 398,513                      |

### الأركان العامة

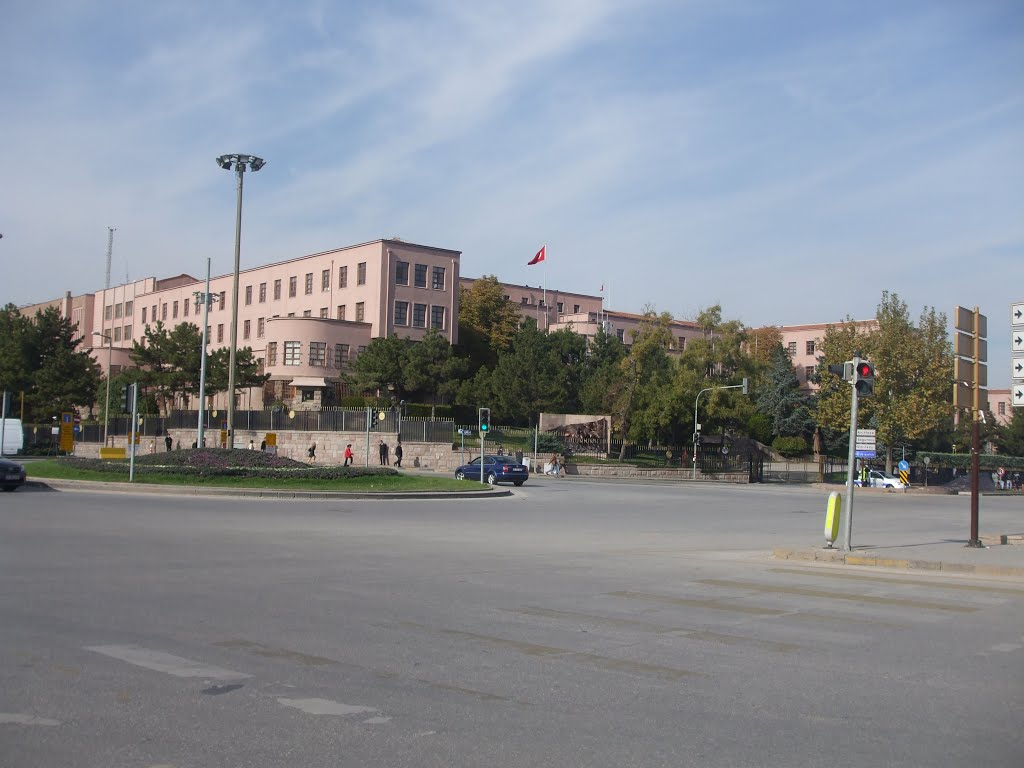
مركز قيادة القيادة العامة للقوات المسلحة التركية.

يرأس الأركان العامة لجمهورية تركيا القوات المسلحة لجمهورية تركيا، التي تتألف من الجيش والبحرية والقوات الجوية. إن القيادة العامة لقوات الدرك وحرس السواحل، التي تعمل كأجزاء من قوات الأمن الداخلي في زمن السلم، تخضع لأوامر الجيش والبحرية، على التوالي، في زمن الحرب، وكلاهما لهما مهام إنفاذ القانون والعسكرية.
يخضع رئيس هيئة الأركان العامة لوزير الدفاع الوطني، وتكون هيئة الأركان العامة مسؤولة عن:
- إعداد القوات المسلحة وأفرادها للعمليات العسكرية.
- جمع المعلومات العسكرية

تنظيم وتدريب القوات المسلحة
- إدارة الخدمات اللوجستية

ويعتبر رئيس هيئة الأركان العامة أيضاً القائد الأعلى للقوات المسلحة باسم الرئيس في زمن الحرب.
كما أن قيادة الأركان العامة تتولى قيادة القوات الخاصة التي تتبع أي قيادة قوة داخل القوات المسلحة التركية. وتتلقى القوات الخاصة أوامرها مباشرة من الأركان العامة لجمهورية تركيا.

### القوات البرية

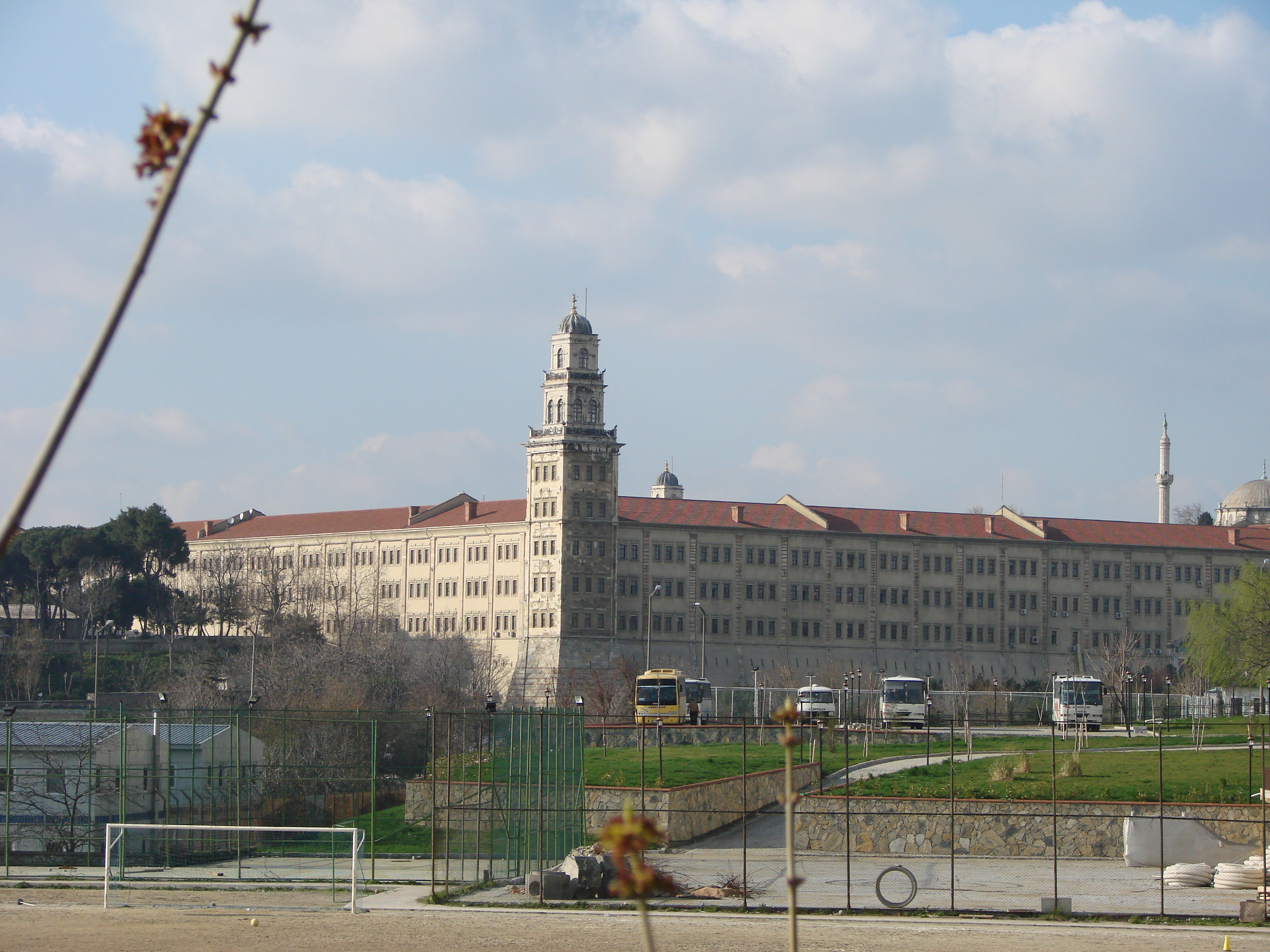
ثكنة السليمية (1828) في إسطنبول هي مقر الجيش الأول للقوات البرية التركية.

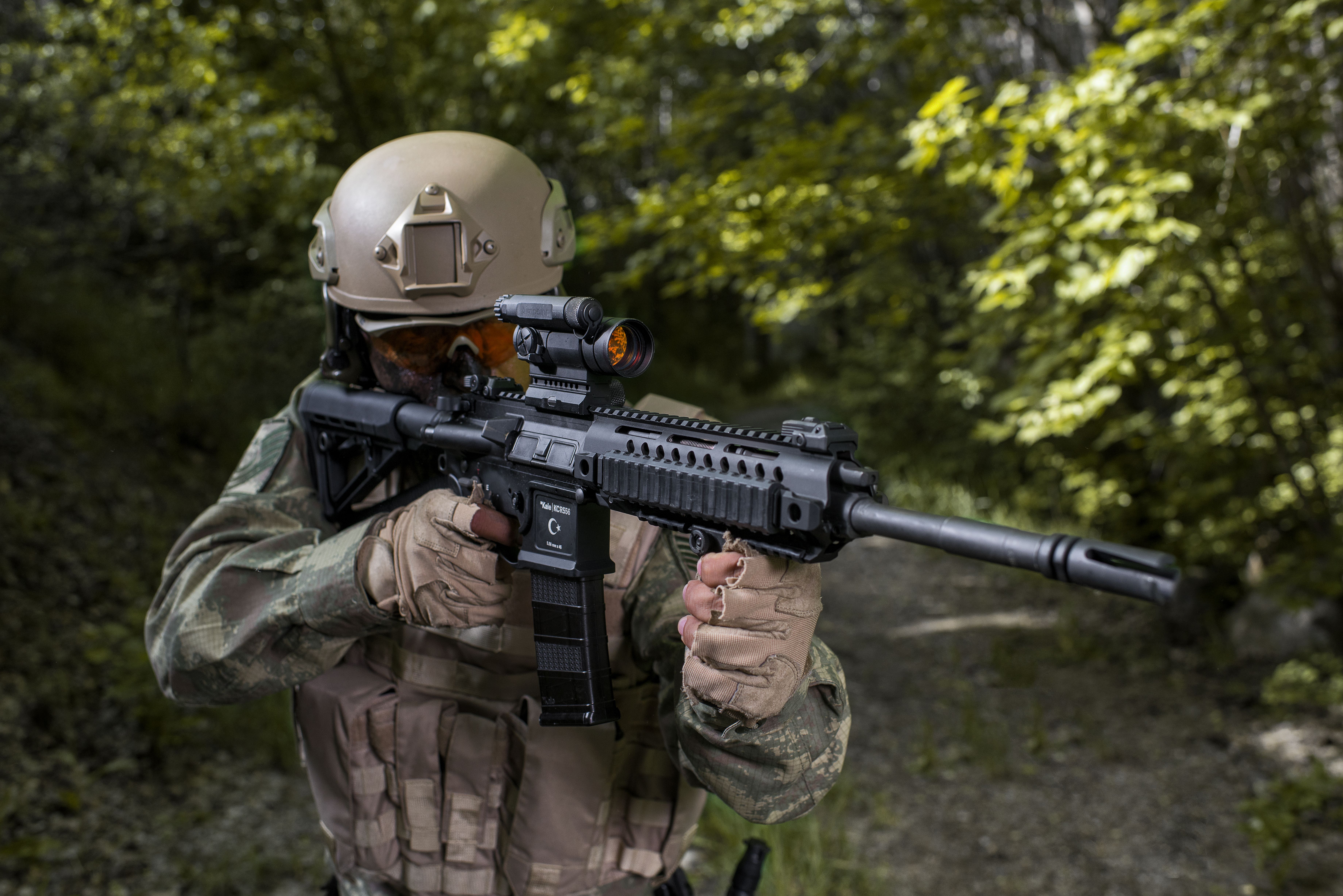
جنود أتراك في معركة

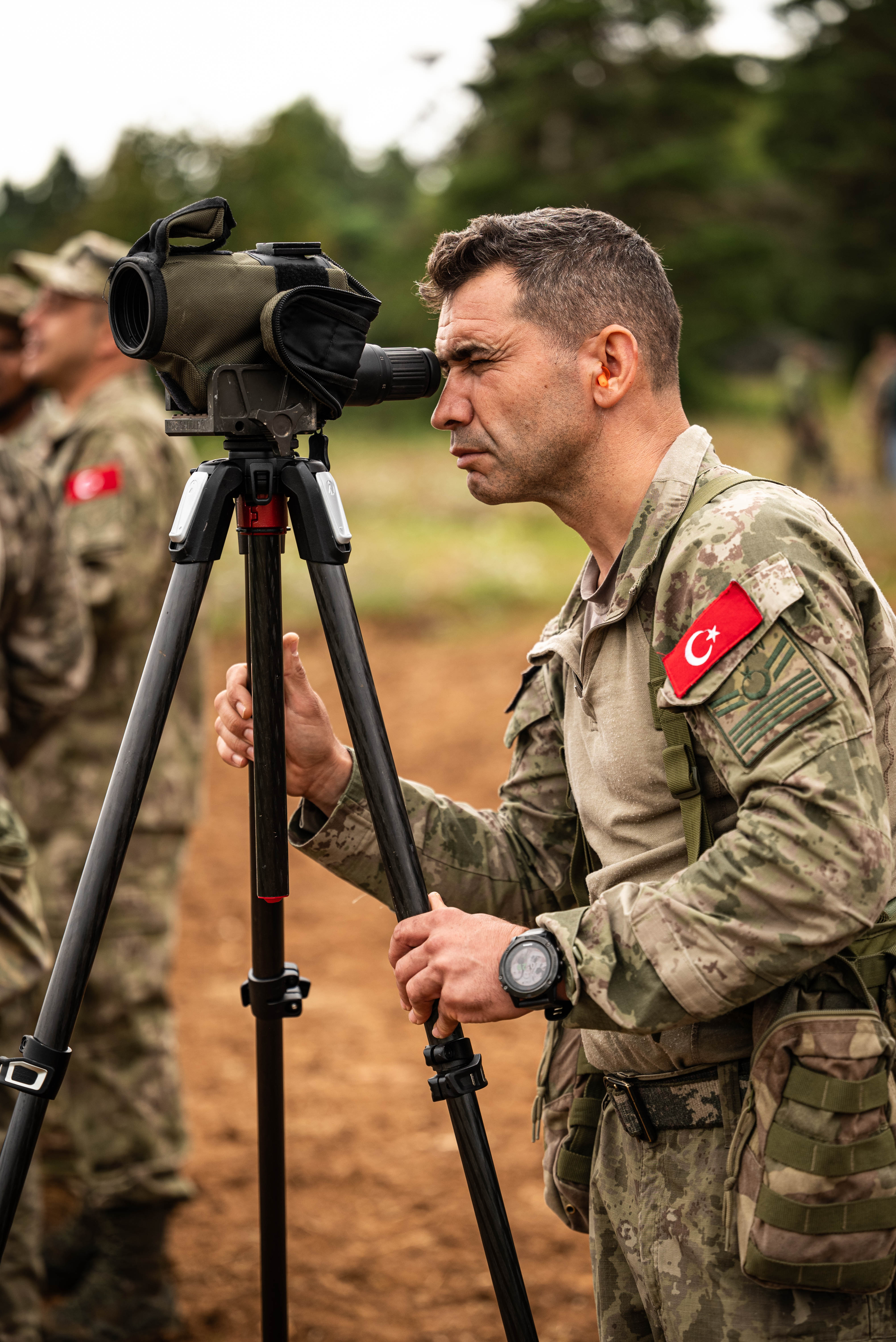
قناص تركي (هوهينفيلز، ألمانيا، 2024)

القوات البرية التركية أو الجيش التركي، يمكن أن تتبع أصولها في بقايا القوات العثمانية خلال سقوط الإمبراطورية العثمانية في نهاية الحرب العالمية الأولى. عندما شكل مصطفى كمال أتاتورك وزملاؤه الجمعية الوطنية الكبرى في أنقرة في 23 أبريل 1921، كان الفيلق الخامس عشر تحت قيادة كازام كارابيكير السلك الوحيد الذي كان له أي قيمة قتالية. في 8 نوفمبر 1920، قرر الجيش الشعبي لتحرير السودان إنشاء جيش دائم (دوزنلي أوردو) بدلا من القوات غير النظامية (كوفا يي ميلي، كوفا يي سيير، الخ.) فاز جيش حكومة غنا التركية حرب الاستقلال عام 1922.
اعتبارا من عام 2006، كان الجيش التركي 1300 جندي منتشرين في شمال العراق، وفقا للوثائق الصادرة كجزء من تسرب الكابلات الدبلوماسية في الولايات المتحدة. ويحتفظ الجيش التركي أيضا بحوالي 17500 جندي في شمال قبرص، كجزء من قوة السلام التركية القبرصية (كبريس ترك بارز كوفتليري، أو كتبك.)

### القوات البحرية

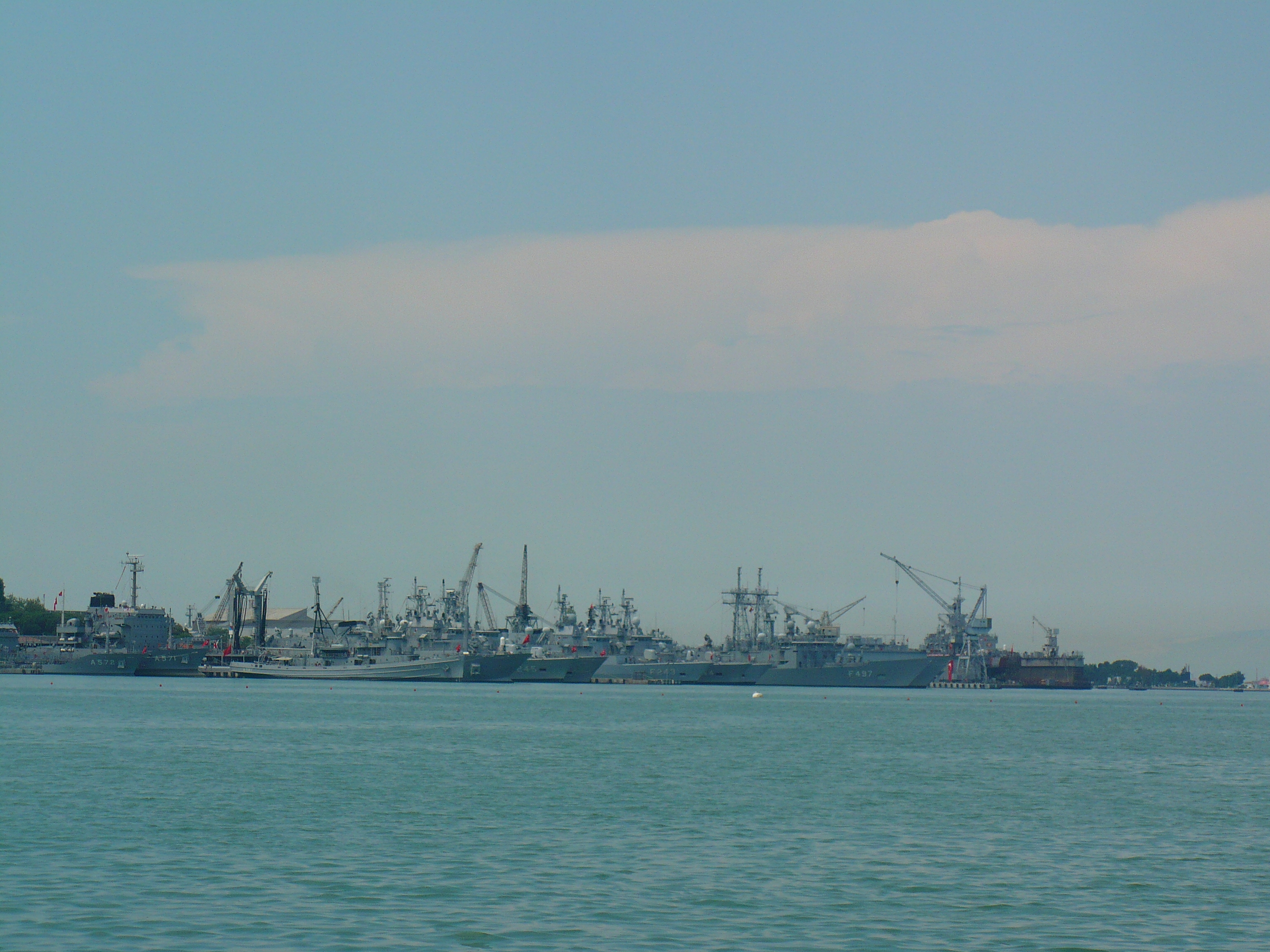
قاعدة غولجوك البحرية من البحرية التركية في بحر مرمرة.

وتشكل القوات البحرية التركية أو البحرية التركية، فرع الخدمة البحرية للقوات المسلحة التركية. وتحتفظ البحرية التركية بعدد من وحدات المارينز والعمليات الخاصة. تتألف لواء المارينز البرمائية (أمفيبي دينيز بياد توغاي) ومقرها في فوكا بالقرب من إزمير من 4500 رجل وثلاث كتائب برمائية وكتيبة من طراز مبت وكتيبة مدفعية وكتيبة للدعم ووحدات أخرى بحجم الشركة. وتخصص سو التي تاروز (هجوم تحت الماء) لبعثات بما في ذلك الاستحواذ على الاستخبارات العسكرية، والهجوم البرمائي، ومكافحة الإرهاب وحماية كبار الشخصيات؛ في حين أن سو التي سافونما (دفاع تحت الماء) مكرس لعمليات الدفاع الساحلية (مثل تطهير الألغام أو طوربيدات غير منفجرة) وتعطيل سفن العدو أو الأسلحة مع عمليات تحت الماء؛ فضلا عن بعثات مكافحة الإرهاب وحماية الشخصيات المهمة.
تعتبر قاعدة غولجوك البحرية القاعدة الرئيسية للبحرية التركية على الساحل الشرقي لبحر مرمرة في غولكوك بمحافظة قوجه إيلي.

### القوات الجوية

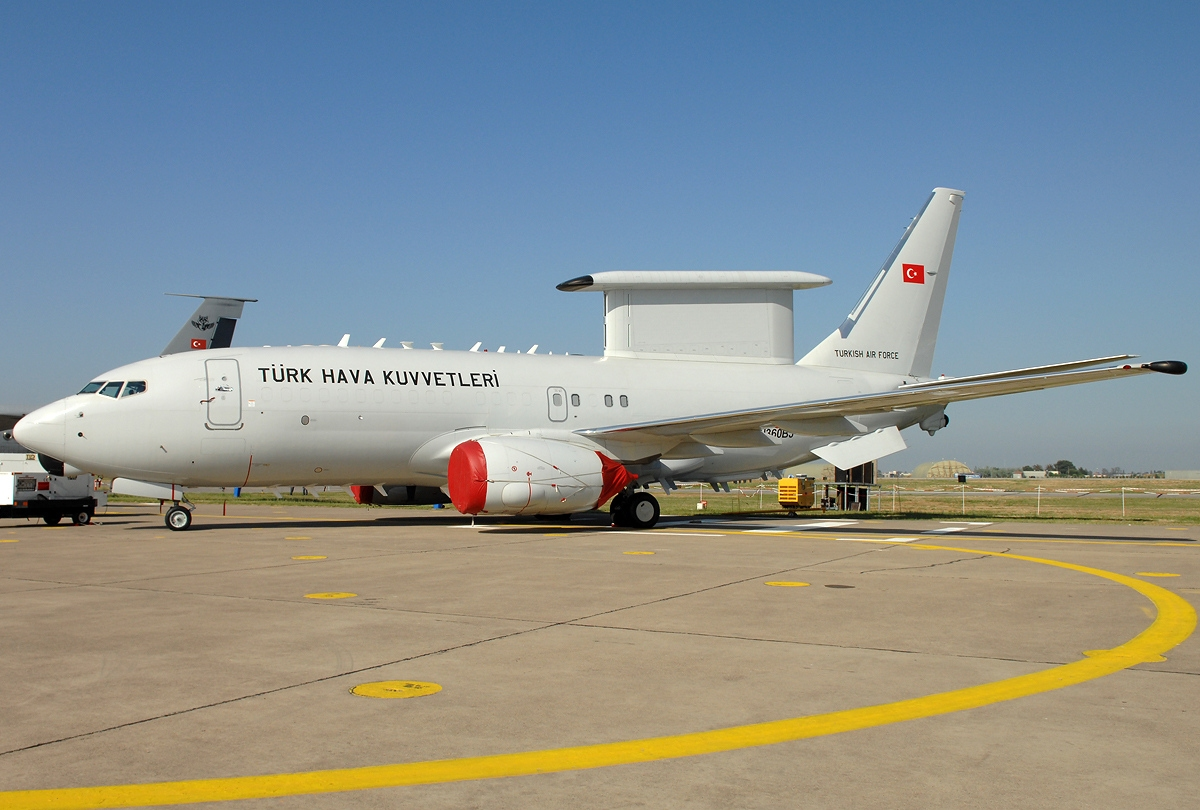
سلاح الجو التركي في قاعدة الهواء الخام في أزمير.

القوات الجوية التركية هي فرع خدمة الحرب الجوية للقوات المسلحة التركية. وهي مسؤولة في المقام الأول عن حماية وسيادة المجال الجوي التركي، ولكنها توفر أيضا القوة الجوية لفروع الخدمات الأخرى. تركيا هي واحدة من الدول الخمس الأعضاء في حلف شمال الأطلسي التي هي جزء من سياسة التقاسم النووي للحلف، مع بلجيكا وألمانيا وإيطاليا وهولندا. يتم استضافة ما مجموعه 90 بي 61 قنابل نووية في قاعدة إنجرليك الجوية، 40 منها مخصصة لاستخدامها من قبل سلاح الجو التركي في حالة وجود نزاع نووي، ولكن استخدامها يتطلب موافقة الناتو.
وشاركت القوات الجوية في عملية القوة المعتمدة لعام 1995 وقوة عملية الحلفاء في عام 1999، وشاركت فيما بعد في بعثة الأمم المتحدة لحفظ السلام في البوسنة والهرسك، حيث استخدمت سربين (أحدهما في جناح مقاتلي الغدي، وبعد عام 2000 عادوا إلى تركيا في عام 2001. في عام 2006، تم نشر 4 طائرات مقاتلة تركية من طراز اف-16 من أجل عملية حلف شمال الأطلسي للشرطة الجوية البلطيقية.

### قوات الدرك
وتتولى القيادة العامة للدرك، أو الدرك التركي، مسؤولية حفظ القانون والنظام في المناطق الريفية التي لا تدخل في نطاق اختصاص قوات الشرطة النظامية. ولدى قوات الدرك حوالي 000 200 من الأفراد العاملين. ويتم تدريب وحدات القيادة الخاصة للقوات المسلحة الدركية من أجل الدرك التركي لمكافحة الشغب والحروب الحضرية والحرب ضد الإرهاب. وخفر السواحل التركي مسؤول عن الحفاظ على القانون والنظام في المياه الإقليمية التركية. لديها حوالي 2200 موظف نشط. وهي مسؤولة أمام وزارة الداخلية خلال فترة السلم. وفي زمن السلم، تقع قوات الدرك وخفر السواحل تحت سيطرة وزارة الداخلية، وليس القوات المسلحة التركية.

### خفر السواحل
خفر السواحل التركية هو فرع من القوات المسلحة التركية، وقد أنشئ في عام 1859. التابعة لحرس المراقبة (التركية العثمانية: Muhafaza Memurluğu)، خفر السواحل هي المسؤولة عن السيطرة على المناطق البحرية الساحلية والسواحل التركية ومحاربة جميع أنواع من الأعمال غير القانونية في نطاق مسؤوليتها. خفر السواحل التركي هو أيضا الهيئة الرئيسية للبحث والإنقاذ في منطقة سار التركية. خلال فترة السلم، هو تحت قيادة وزارة الداخلية التركية. ومع ذلك، خلال فترة الطوارئ والحرب أنها تقع تحت قيادة البحرية التركية.

### أكاديميات الحرب التركية

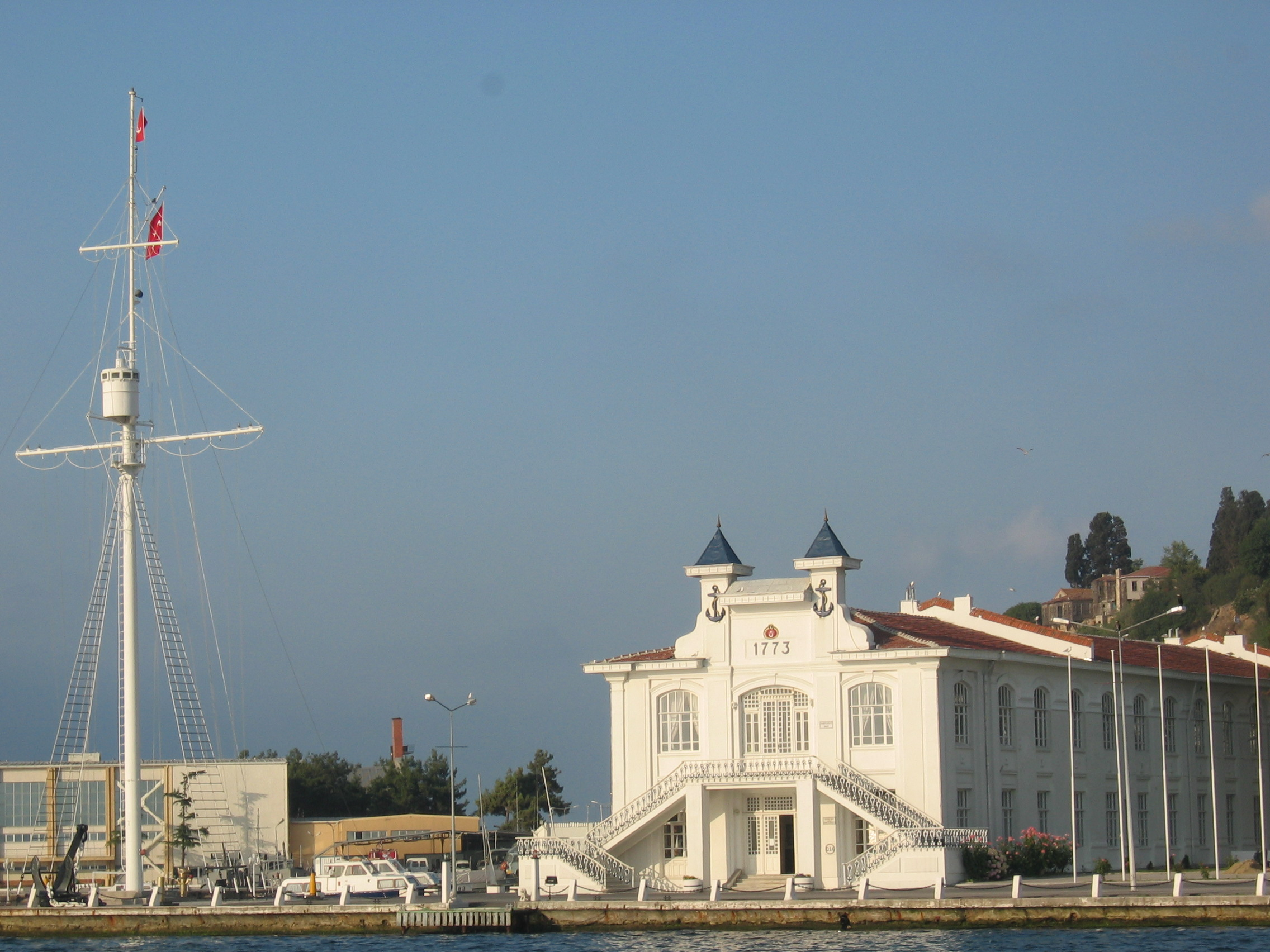
المدرسة البحرية البحرية التركية (1773) في جزيرة هيبيليادا بالقرب من إسطنبول.

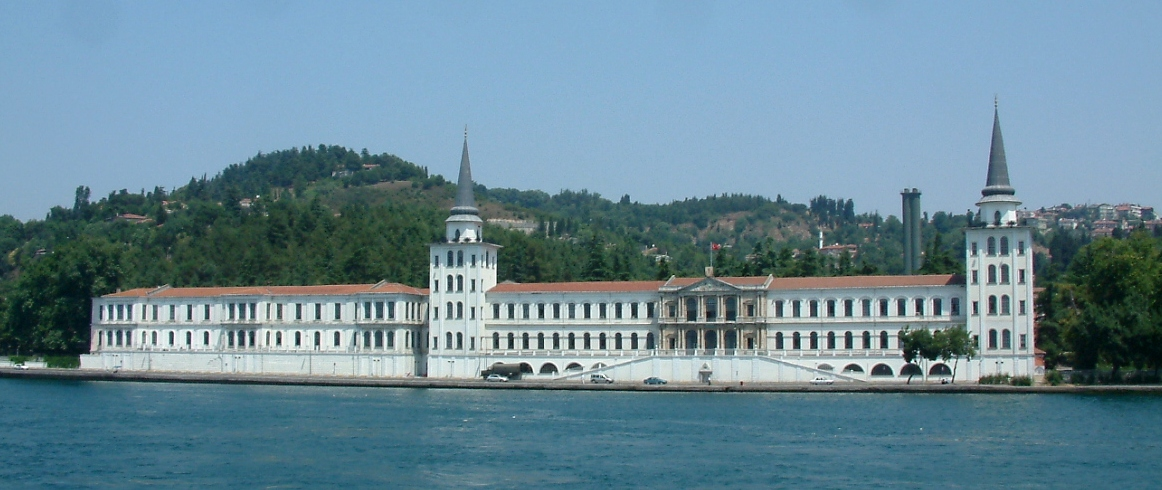
كوليلي العسكرية الثانوية (1845) على مضيق البوسفور في إسطنبول.

وتشكل أكاديميات الحرب التركية الفرع التعليمي للقوات المسلحة التركية. وقد تأسس مكتب الأركان الحربية الشاهانية، التي تطورت لاحقا إلى كلية الحرب العسكرية التركية، في عام 1848. تأسست كلية الحرب البحرية في عام 1864، وأنشئت كلية الحرب الجوية في عام 1937 (مدرسة الطائرات (تايار مكتيبي) للطيران العثماني تأسست أسراب في عام 1912، ومدرسة الطائرات البحرية (بحرية تايار مكتيبي) تأسست في عام 1914.)
ومن أجل تدريب ضباط الأركان في نفس نظام الجيوش الأوروبية، أنشئت السنة الثالثة والرابعة في أكاديمية الحرب العسكرية تحت اسم "مدرسة الحرب الإمبراطورية للعلوم العسكرية، دورات الأركان العامة" في عام 1848. وكجزء من إعادة التنظيم جهود الجيش العثماني، تم تنفيذ ترتيبات جديدة في عام 1866 لكلية الموظفين والمدارس العسكرية الأخرى. ومن خلال هذه الترتيبات، تم تمديد تدريب الأركان العامة إلى ثلاث سنوات، وجرى التركيز بشكل خاص على التدريبات والتدريب العملي على دورات عسكرية إضافية. وعلى الرغم من أن ضابطا من الموظفين كان يعتبر في البداية فرعا عسكريا مختلفا في حد ذاته، فقد بدأ تنفيذ 1867 برنامجا جديدا لتدريب ضباط الأركان على فروع مثل المشاة والفرسان والمدفعية. وفي عام 1899، وضع نظام جديد على أساس أن دورات الأركان العامة ينبغي أن تدرب عددا أكبر من الضباط ذوي التعليم العسكري العالي بالإضافة إلى تدريب موظفي الأركان. وعقب هذا المبدأ، بدأ عدد أكبر من ضباط أكاديمية الحرب العسكرية بالدخول إلى كلية الموظفين. واستمرت هذه العملية حتى عام 1908. وبعد إعلان العهد الدستوري الثاني في عام 1908، أعيد ترتيب هيكل كلية الموظفين مع لائحة كلية الموظفين الجديدة في 4 أغسطس 1909. وبعد شهرين، في أكتوبر، تم نقل الكلية من الحربية إلى قصر يلدز، أسعار كراون "مع التسمية الجديدة" مدرسة الأركان العامة ". مع هذا التغيير الأساسي، تم إلغاء ممارسة الانتقال المباشر من أكاديمية الحرب العسكرية إلى كلية الموظفين، والقبول في كلية الموظفين الآن مطلوب سنتين من الخدمة الميدانية بعد أكاديمية الحرب الجيش. بعد ذلك، تم إخضاع الضباط للاختبارات، وأولئك الذين اجتازوا الامتحان تم قبولهم في الكلية كمرشحين الموظفين. بعد احتلال حلفاء الحرب العالمية الأولى في إسطنبول في 16 مارس 1920، حلت المدارس العسكرية العثمانية من قبل المنتصرين في الحرب العالمية الأولى؛ ومع ذلك، تمكنت كلية الموظفين من مواصلة أنشطتها حتى أبريل 1921 في قصر شريف باشا في تيسفيكي، إسطنبول، حيث تم نقلها في 28 يناير 1919. في أوائل عام 1921، تقرر أن يتم نقل كلية الموظفين إلى بيلربي، إسطنبول. ومع ذلك، وبما أن جميع المدربين والطلاب ذهبوا إلى الأناضول للانضمام إلى حرب الاستقلال التركية، تم إغلاق كلية الموظفين مؤقتا.
في 13 أكتوبر 1923، قبل وقت قصير من إعلان جمهورية تركيا في 29 أكتوبر، بدأت كلية الموظفين أنشطتها التعليمية والتدريبية تحت اسم «الكلية العسكرية العليا» في بيازيت، إسطنبول، في مبنى وزارة الحرب، اليوم تستخدم كمبنى المستقيمة من جامعة إسطنبول. بعد حوالي ستة أشهر، في 24 مارس 1924، تم تغيير اسم الكلية إلى «مديرية هيئة الأركان العامة» وانتقل إلى قصر يلدز. في عام 1927، تم تغيير اسمه مرة أخرى باسم «مديرية كلية الموظفين». وواصلت الكلية أنشطتها التعليمية والتدريبية في هذا الموقع حتى عام 1975. تم تشكيل قيادة كليات الحرب في مارس 1949. تأسست كلية الأمن القومي في عام 1952 وأنشئت كلية القوات المسلحة في عام 1954. انتقلت كلية الأمن القومي إلى أنقرة في 1995، ومن خلال العودة إلى إسطنبول في عام 2012، تم دمجها مع كلية القوات المسلحة، ومنذ ذلك الحين تواصل أنشطتها التعليمية والتدريبية كقيادة القيادة العليا للقوات المسلحة والسيطرة عليها.[بحاجة لمصدر]

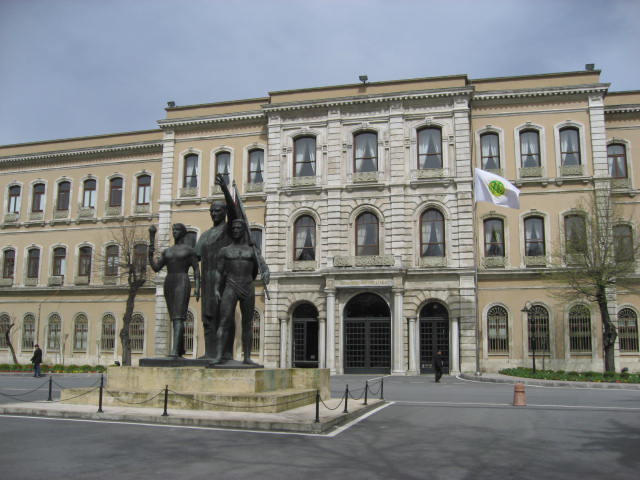
وزارة الحرب العثمانية في اسطنبول، حاليا مبنى المديرية لجامعة اسطنبول.
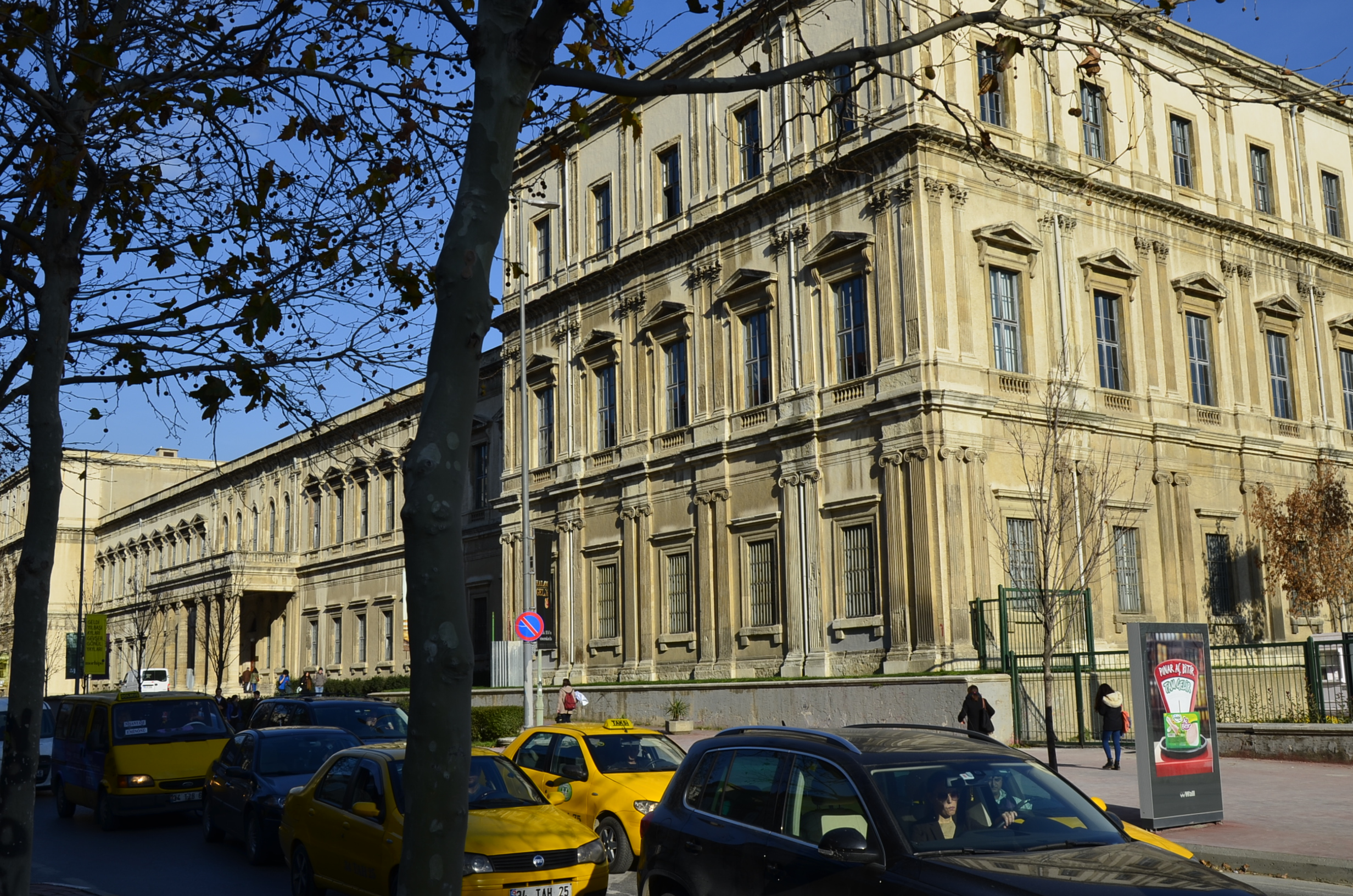
ثاسكسلا ثكنة في اسطنبول، حاليا حرم تاسكشلا من جامعة اسطنبول التقنية.
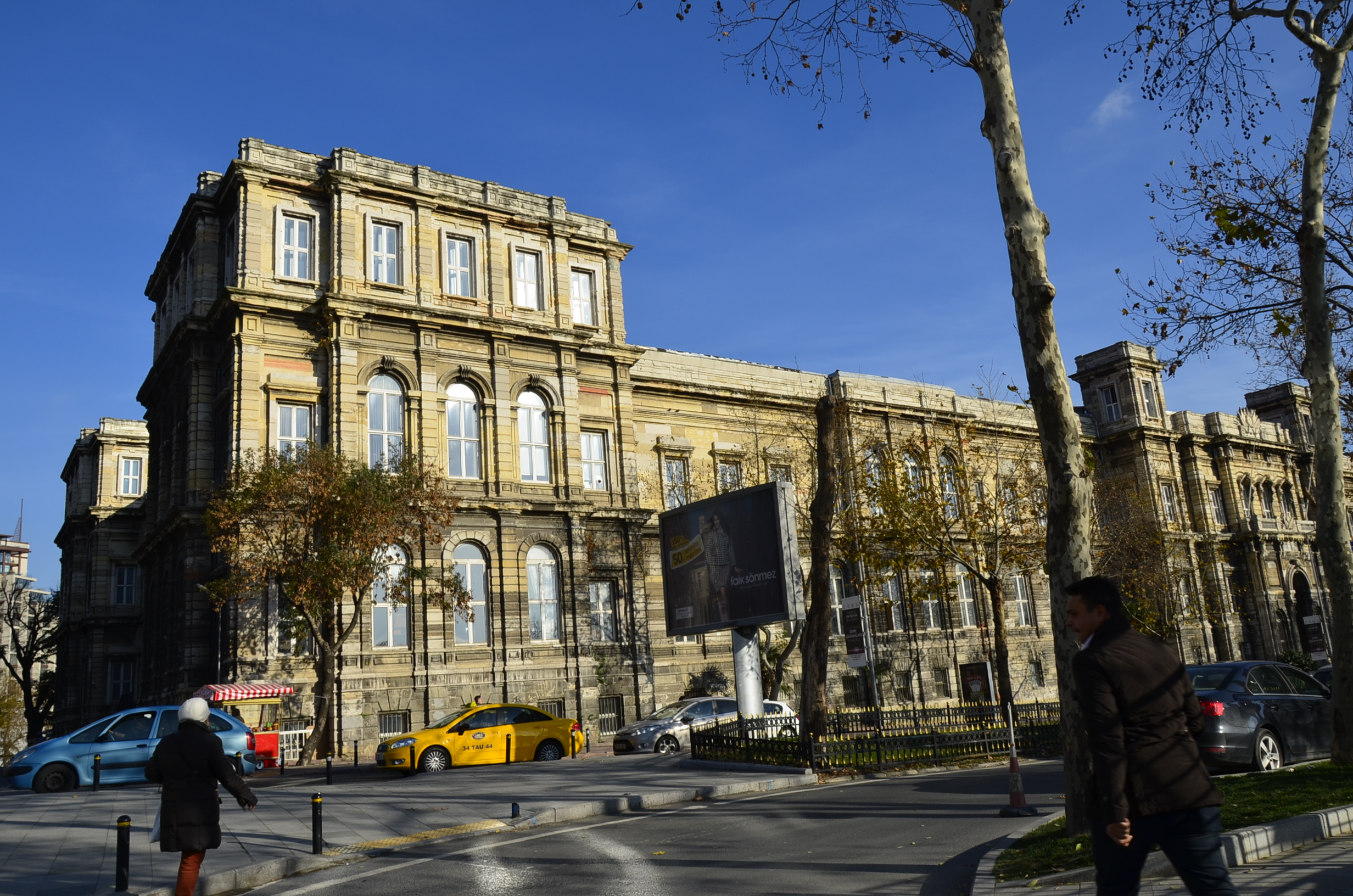
ماكا الثكنة في اسطنبول، وحاليا ماكا الحرم الجامعي من جامعة اسطنبول التقنية.

### القواعد العسكرية في الخارج
واعتبارا من أغسطس 2013، كان لدى تركيا ما مجموعه 189 3 فردا عسكريا خارج أراضيها. والقاعدة العسكرية الوحيدة المتمركزة بشكل دائم في الخارج، بغض النظر عن المنظمات التي هي أعضاء في تركيا، التي تحتجز مؤقتا قوات عدة مرات في الخارج بسبب مسؤولياتها الناشئة عن العديد من الأعضاء السياسيين الدوليين، وخاصة عضوية حلف الناتو، هي قيادة قوة السلام التركية القبرصية. والقواعد العسكرية للقوات المسلحة التركية في قطر وسوريا، والصومال وبعشيقة نشطة. وأعلن أن تركيا ستبدأ في عام 2017 العمل على إنشاء قاعدة بحثية في أنتاركتيكا.
لدى تركيا حاليا وجود عسكري في البلدان التالية؛
File:Turkish_bases_worldwide.svg|تصغير|الدول التي يوجد فيها قواعد ومنشآت وقوات عسكرية تركية.]]
- ألبانيا - 24 جنديًا في قاعدة باشا ليمان، مع فرقاطتين.[54] تم توقيع اتفاقية تعاون عسكري ألباني تركي في عام 1992 تضمنت إعادة بناء قاعدة باشا ليمان في ألبانيا من قبل تركيا إلى جانب منح حق الوصول للاستخدام التركي.[55]
- أذربيجان - المباني والمنشآت في بلدة جيزيل شيرغ العسكرية، ومبنى محطة يقع في مطار بلدة حاجي زين العابدين.[56] كما قامت تركيا ببناء قاعدة مراقبة في منطقة ناغورنو كاراباخ بعد حرب مرتفعات قره باغ الذي استمر 44 يومًا في عام 2020. وقد أنشئت القاعدة في أغدام تحت اسم "مركز مراقبة وقف إطلاق النار"، وبدأت العمل رسميًا في يناير 2021 مع تمركز 60 جنديًا تركيًا وروسيًا في القاعدة.[57]

## دور الجيش في السياسة التركية
بعد تأسيس الجمهورية التركية في عام 1923، حظر مصطفى كمال أتاتورك الأنشطة السياسية للضباط العاملين في الخدمة، "بقانون العقوبات العسكري" (بالتركية: Askeri Ceza Kanunu)‏ رقم 1632 بتاريخ 22 مايو 1930. ومع ذلك، وبعد الانقلابات في عام 1960، أنشأت لجنة الوحدة الوطنية قانون الخدمة الداخلية للقوات المسلحة التركية في 4 يناير 1961 لإضفاء الطابع الشرعي على تدخلاتها العسكرية في السياسة. وفي الانقلابات اللاحقة ومحاولات الانقلاب، أظهروا أسبابا لتبرير أنشطتهم السياسية خاصة مع المادتين 35 و 85 من هذا القانون.
اعتبر الجيش التركي نفسه حارسا للإيديولوجية الكمالية، إيديولوجية الدولة الرسمية، وخاصة من الجوانب العلمانية من الكمالية [بحاجة لمصدر]. ولا يزال حزب تاف يحافظ على درجة كبيرة من التأثير على عملية صنع القرار فيما يتعلق بالقضايا المتعلقة بالأمن الوطني التركي، وإن كان قد انخفض في العقود الماضية، عن طريق مجلس الأمن القومي.
وكان لدى الجيش سجل للتدخل في السياسة، مما أدى إلى إقصاء الحكومات المنتخبة أربع مرات في الماضي. في الواقع، تولت السلطة لعدة فترات في النصف الأخير من القرن العشرين. نفذت ثلاثة انقلابات: في عام 1960 (الانقلاب 27 مايو)، في عام 1971 (12 سبتمبر الانقلاب)، وفي عام 1980 (12 سبتمبر الانقلاب). بعد انقلاب عام 1960، أعدم الجيش أول رئيس وزراء منتخب ديمقراطيا في تركيا، عدنان مندريس، في عام 1961. في الآونة الأخيرة، مناورة لإزالة رئيس الوزراء الإسلامي، نجم الدين أربكان، في عام 1997 (المعروف بمذكرة 28 فبراير). وعلى عكس التوقعات الخارجية، لم يكن الشعب التركي نائما بشكل موحد للانقلابات؛ ورحب الكثيرون بطرد الحكومات التي اعتبروها غير دستورية.
وفي 27 أبريل 2007، وقبل الانتخابات الرئاسية التي أجريت في 4 نوفمبر 2007، وردا على سياسة عبد الله غول، الذي كان له سجل سابق في المشاركة في الحركات السياسية الإسلامية والأحزاب الإسلامية المحظورة مثل حزب الرفاه، أصدر الجيش بيان مصالحها. وقال إن الجيش طرف في «الحجج» فيما يتعلق بالعلمانية؛ أن الإسلاموية تتنافى مع الطبيعة العلمانية لتركيا، وإرث مصطفى كمال أتاتورك. وانتهى بيان الجيش بتحذير واضح من أن حزب تاف على استعداد للتدخل إذا كان الطابع العلماني للدستور التركي يتعرض للخطر، مشيرا إلى أن «القوات المسلحة التركية تحافظ على تصميمها الصحيح على أداء واجباتها الناجمة عن القوانين لحماية الخصائص غير القابلة للتغيير من جمهورية تركيا، ولاءهم لهذا التصميم مطلق.»
وقد احتجز أكثر من مائة شخص، من بينهم عدة جنرالات، أو استجوبوا منذ يوليو 2008 فيما يتعلق بما يسمى منظمة إرجينيكون، وهي منظمة سرية وطنية قومية متطرفة لها صلات بأفراد القوات العسكرية وقوات الأمن في البلد. واتهمت الجماعة بالإرهاب في تركيا. وقد تم الإبلاغ عن هذه الادعاءات المتهمة، حتى في الوقت الذي تجري فيه المحاكمات، ومعظمها في الأجهزة الإعلامية العلمانية والإسلامية [بحاجة لمصدر].
وفي 22 فبراير 2010، ألقي القبض على أكثر من 40 ضابطا ثم اتهموا رسميا بمحاولة الإطاحة بالحكومة فيما يتعلق بمخطط «سليدجامر». ومن بينهم أربعة من الأميرالين، وعمدان وعقيدان، بعضهم متقاعد، بما في ذلك القادة السابقين للبحرية التركية والقوات الجوية (بعد ثلاثة أيام، أطلق سراح القادة السابقين للقوات البحرية والقوات الجوية). وكنتيجة لذلك، ذكرت صحيفة واشنطن بوست في أبريل 2010 أن قوة الجيش قد انخفضت.
عشية المجلس العسكري الأعلى في أغسطس 2011، طلب رئيس الأركان العامة، جنبا إلى جنب مع الجيش والبحرية وقادة سلاح الجو، تقاعدهم، احتجاجا على الاعتقالات الجماعية التي اعتبروها هجوم متعمد ومخطط له ضد الضباط الكماليين والعلمانيين من القوات المسلحة التركية من قبل الإسلاميين في تركيا، الذين بدأوا في السيطرة على المناصب الرئيسية في الحكومة التركية والقضاء والشرطة. وأكد الاستبدال السريع لقادة القوات في اجتماع المجلس العسكري الأعلى سيطرة الحكومة على تعيين قادة رفيعي المستوى. ومع ذلك، لا تزال التعيينات تحددها هيئة الأركان العامة ذات الرقابة المدنية المحدودة. وقد ذكرت المفوضية الأوروبية في تقريرها السنوي المنتظم لعام 2011 عن التقدم الذي أحرزته تركيا نحو الانضمام إلى الاتحاد الأوروبي أن «المزيد من الإصلاحات في تكوين المجلس العسكري الأعلى وسلطاته، ولا سيما على الأساس القانوني للترقيات، لا تزال بحاجة إلى تحقيق.» ولا يزال قادة فرع الخدمة يقدمون تقاريرهم إلى رئيس الوزراء بدلا من وزير الدفاع.
في يوليو 2016، حاولت فصائل مختلفة من القوات المسلحة التركية تولي الحكومة، ولكن الشعب التركي أوقف محاولة الانقلاب. فقدت أرواح كثيرة وأصيب المئات. وقد ألقي القبض على آلاف الأفراد العسكريين وتم إصلاح هيكل القوات المسلحة.

## الميداليات والجوائز
- وسام الشرف للقوات المسلحة التركية.
- وسام القوات المسلحة التركية المتميزة.
- وسام القوات المسلحة التركية من الشجاعة المتميزة والتضحية بالنفس.
- ميدالية القوات المسلحة التركية من الشجاعة وفالور.
- وسام الشرف من القوات المسلحة التركية.

## الفهرس
- International Institute for Strategic Studies؛ Hackett, James (ed.) (3 فبراير 2010). The Military Balance 2010. London: روتليدج. ISBN:1-85743-557-5. {{استشهاد بكتاب}}: |مؤلف2= باسم عام (مساعدة)
- Birler، Hayri (7 فبراير 1997). "The Coup Primer". صحيفة حريت. مؤرشف من الأصل في 2020-04-13. اطلع عليه بتاريخ 2008-10-12.
- Gareth Jenkins, 'Power and unaccountability in the Turkish security forces,' Conflict, Security, and Development, Volume 1, Issue 1.

## روابط خارجية
- هيئة الأركان التركية العامة